# Citroën Type H
Il Citroën Type H è un furgone prodotto dal 1947 al 1981 in 473.289 esemplari.

## Storia
In casa Citroën si parlava già alla fine degli anni trenta di un nuovo veicolo commerciale per sostituire il TUB. Troppo pesante e poco spazioso, questo furgone d'anteguerra aveva un difetto: se era scarico, in caso di frenata brusca l'assale posteriore poteva sollevarsi, perdendo stabilità. 
La concezione era superata e fu per questo che si decise di creare un modello completamente nuovo.
Il capitolato di progetto deciso da Pierre-Jules Boulanger prevedeva un furgone a trazione anteriore che riprendesse gli elementi strutturali della "Traction" con una buona sospensione posteriore e, soprattutto, che utilizzasse il maggior numero di componenti già prodotti per altri modelli. Come per la "2CV", l'incarico venne assegnato a Flaminio Bertoni e André Lefèbvre, ai quali si aggiunse Pierre Franchiset.
Il Type H, su base Traction Avant è un furgone monoscocca con motore e cambio a sbalzo in avanti, con una porta laterale scorrevole e con il piano di carico più basso della categoria (35 cm). Finalmente una persona poteva stare in piedi nel furgone senza doversi piegare. La trazione era anteriore, il che rese il Type H un furgone con soluzioni tecniche d'avanguardia per l'epoca. La prima serie montava il motore da 1628 cm³ della vecchia 7 Traction Avant, in grado di erogare 45 CV di potenza massima, che salirono a 48 con l'arrivo del motore da 1911 cm³ montato sia sulle Traction Avant che sulle successive DS 19. In seguito vi furono ulteriori migliorie sia al motore, sia all'impianto elettrico, sia alla strumentazione. Non mancò neppure una versione diesel, equipaggiata dal motore Indenor TMD da 1816 cm³, lo stesso utilizzato tra l'altro sulle Peugeot 403. Tale motore, a partire dal 1964, venne sostituito dal più potente motore Indenor XD da 1948 cm³ che erogava fino a 59 CV.

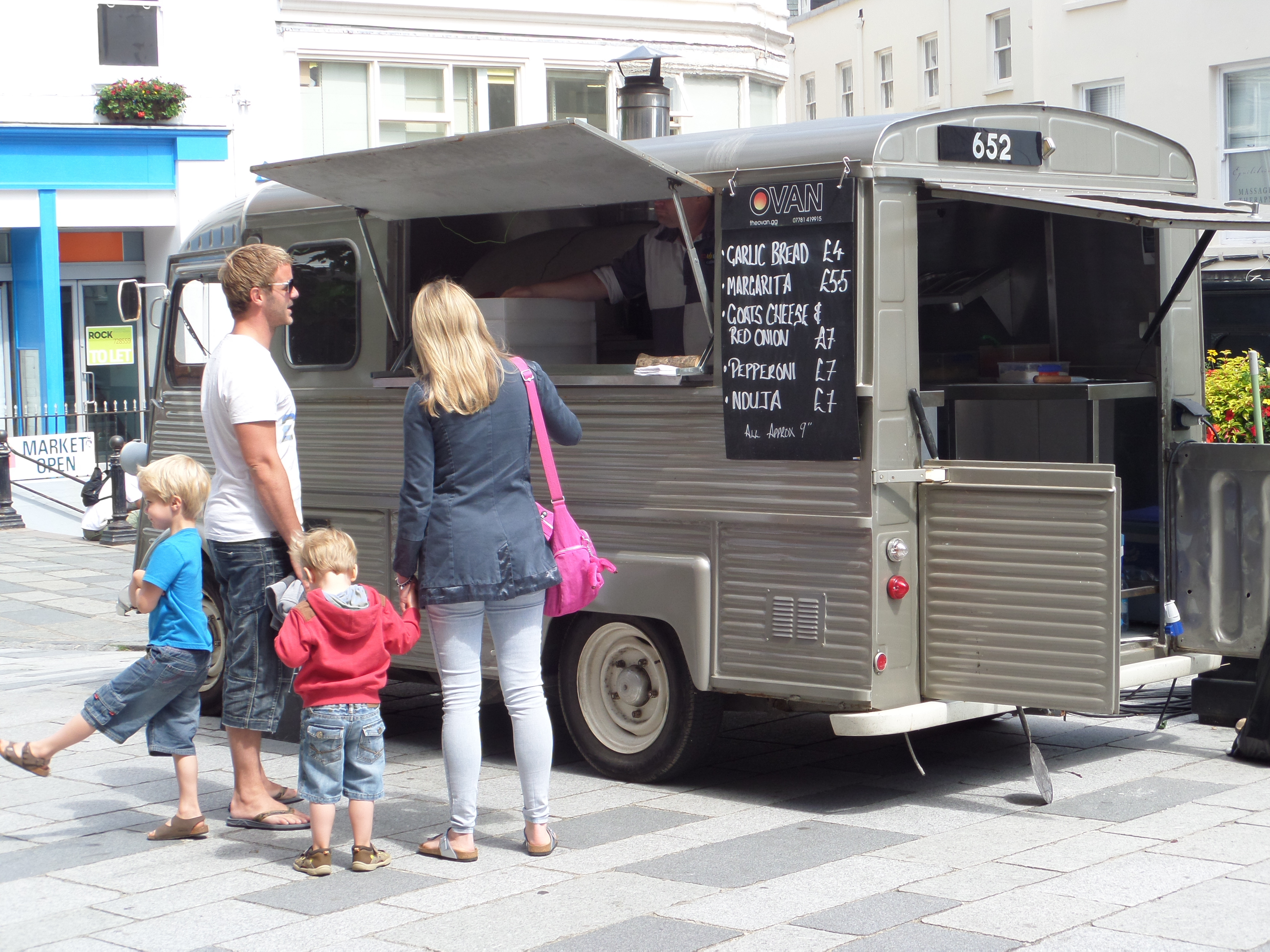
Porta posteriore a tre sezioni

Fabbricato in lamiera ondulata per renderlo più robusto (come l'aereo Junkers Ju 52), poteva trasportare 1200 kg.
La denominazione "H" del modello è correlata al fatto che si trattava dell'8º modello in fase di studio in quel momento, ma non è chiaro se sia stata scelta la lettera H come iniziale di huitième (in italiano "ottavo") oppure in quanto 8ª lettera dell'alfabeto.
I carrozzieri francesi si sbizzarrirono creando svariate varianti sulla base di questo celebre furgone, di cui verso la fine della carriera esistette persino una versione con retrotreno idropneumatico.
Molto famoso in Francia dove fu utilizzato dai venditori ambulanti, dalla polizia, dalla Croce Rossa, nei mercati, nelle campagne e anche tra i campeggiatori grazie ad un apposito allestimento camper (che non intaccava tanto l'estetica ma gli interni); non si può dire altrettanto per l'Italia dove la presenza di altri modelli concorrenti e le forti limitazioni per i dazi doganali ne resero le vendite molto scarse. Pratico, robusto, semplice, con un'ottima tenuta di strada, aveva però il difetto di un elevato consumo, a causa dei motori derivati dalla Traction e poi dalla DS. Le prestazioni erano modeste, ma adeguate all'epoca e al tipo di furgone e dell'utilizzo per cui era nato. La velocità massima raggiungeva a malapena i 95 km/h, e non a caso si sta diffondendo tra gli allestitori di veicoli ad uso ristorazione e catering (tipologia di veicoli dove molti Type H, specie se da restaurare, stanno conoscendo una seconda giovinezza) l'abitudine di sostituire il motore originale con un 2 litri Ford anni '70 in grado di fornire prestazioni più adeguate su strade e autostrade moderne.
Frutto della collaborazione Citroën/Fiat, il nuovo C35 (Fiat 242 in Italia) era incaricato di sostituirlo, ma fu la venuta del C25 (gemello del Fiat Ducato) che lo rimpiazzò definitivamente.

## Curiosità
Nell'aprile 2017, in occasione del 70º anniversario della presentazione la carrozzeria italiana Caselani ha prodotto un kit estetico per trasformare l'attuale furgone Citroën Jumper (gemello del Fiat Ducato e del Peugeot Boxer) in un mezzo simile nell'estetica al Type H.